# Volta a Hongria
La Volta a Hongria, anomenada també Tour d'Hongria, és una competició ciclista per etapes que disputa a Hongria. Creada el 1925, al llarg de la seva història ha tingut diferents interrupcions. Des del 2005 forma part del calendari de l'UCI Europa Tour, encara que no es va disputar entre el 2009 i el 2014.

## Palmarès
| Any                    | Vencedor              | Segon                        | Tercer              |
| ---------------------- | --------------------- | ---------------------------- | ------------------- |
| 1925                   | Károly Jerzsabek      | Miklós Ladányi               | József Bouska       |
| 1926                   | László Vida           | Károly Hölczl                | Rezső Bouska        |
| 1927                   | László Vida           | Dezső Huszka                 | Károly Hugyecz      |
| 1928 No disputada      |                       |                              |                     |
| 1929                   | Oskar Thierbach       | Bela Jálics                  | János Istenes       |
| 1930                   | Vasco Bergamaschi     | János Peck                   | Andrea Minasso      |
| 1931                   | István Liszkay        | István Nemess                | Guglielmo Segato    |
| 1932                   | József Vitéz          | István Nemess                | Livio Carlotti      |
| 1933                   | Kurt Stettler         | Hans Martin                  | László Orczán       |
| 1934                   | Károly Szenes         | István Liszkay               | Béla Mádi           |
| 1935                   | Károly Nemes-Nótás    | Ferenc Éles                  | István Adorján      |
| 1936-1937 No disputada |                       |                              |                     |
| 1937                   | Lothar Strakati       | Stanisław Wasilewski         | Antal Szalay        |
| 1938-1941 No disputada |                       |                              |                     |
| 1942                   | Ferenc Barvik         | Gyula Gere                   | Mihaly Irhazi       |
| 1943                   | István Liszkay        | Gyula Gere                   | Lajos Lakatos       |
| 1944-1948 No disputada |                       |                              |                     |
| 1949                   | André Labeylie        | Rudolf Lauscha               | Roger Bourgeteau    |
| 1950-1952 No disputada |                       |                              |                     |
| 1953                   | József Kiss-Dala      | Bela Bartusek                | Márton Bencze       |
| 1954 No disputada      |                       |                              |                     |
| 1955                   | Győző Török           | József Albert                | Lajos Szabo         |
| 1956                   | Győző Török           | Tibor Károlyi                | János Bende         |
| 1957-1961 No disputada |                       |                              |                     |
| 1962                   | Adolf Christian       | János Juszkó                 | Ferenc Horváth      |
| 1963                   | András Mészáros       | Lothar Höhne                 | János Juszkó        |
| 1964                   | Ferenc Stámusz        | Béla Juhász                  | Andras Devay        |
| 1965                   | László Mahó           | György Balasko               | János Juszkó        |
| 1966-1992 No disputada |                       |                              |                     |
| 1993                   | Jens Dittmann         | Gábor Kovács                 | Dominique Perras    |
| 1994                   | Wolfgang Kotzmann     | Oleksandr Klimenko           | Andreas Lauk        |
| 1995                   | Serguei Ivanov        | Aleksandr Kavecki            | Jens Dittmann       |
| 1996                   | Alexander Tolomanov   | János Istlstekker            | Károly Eisenkrammer |
| 1997                   | Zoltán Bebtó          | Yuri Zajac                   | Balázs Rothmer      |
| 1998                   | Alexander Rotar       | Volodimir Nanayenko          | Károly Eisenkrammer |
| 1999-2000 No disputada |                       |                              |                     |
| 2001                   | Mikoš Rnjaković       | Róbert Nagy                  | Roman Broniš        |
| 2002                   | Zoltán Vanik          | Jan Faltýnek                 | Radek Blahut        |
| 2003                   | Zoltán Remák          | Matej Jurčo                  | Kacper Sowiński     |
| 2004                   | Zoltán Remák          | Phillip Thuaux               | Martin Prázdnovský  |
| 2005                   | Tamás Lengyel         | Martin Prázdnovský           | Glen Chadwick       |
| 2006                   | Martin Riška          | Zoltán Remák                 | Csaba Szekeres      |
| 2007                   | Andrew Bradley        | Miroslav Keliar              | Stefan Pöll         |
| 2008                   | Hans Bloks            | Vladimir Kerkez              | Ivan Stević         |
| 2009-2014 No disputada |                       |                              |                     |
| 2015                   | Tom Thill             | Andi Bajc                    | James Early         |
| 2016                   | Mihkel Räim           | Oleksandr Polivoda           | Daniel Turek        |
| 2017                   | Daniel Jaramillo Diez | Barnabás Peák                | Tadej Pogačar       |
| 2018                   | Manuel Belletti       | Kamil Małecki                | Paolo Totò          |
| 2019                   | Krists Neilands       | Márton Dina                  | Attila Valter       |
| 2020                   | Attila Valter         | Quinn Simmons                | Damien Howson       |
| 2021                   | Damien Howson         | Ben Hermans                  | Antonio Tiberi      |
| 2022                   | Edward Dunbar         | Óscar Rodríguez Garaicoechea | Samuele Battistella |
| 2023                   | Marc Hirschi          | Ben Tulett                   | Yannis Voisard      |
| 2024                   | Thibau Nys            | Emanuel Buchmann             | Wout Poels          |
| 2025                   |                       |                              |                     |